# 2011-es nakba-nap
A 2011-es Nakba-nap a palesztinok egy olyan éves megemlékezése volt, mellyel Izrael 1948-as megalakulásával együtt lezajlott erőszakos kitelepítésükre, a Nakbára tekintenek vissza. Az általában május 15-én megtartott megemlékezéseket 2011-ben már május 10-én megkezdték, mikor Izrael palesztin lakosai Izrael függetlenségi napján felvonultak. Május 13-án összecsapások alakultak ki a köveket dobáló fiatalok és az izraeli biztonsági erők között Kelet-Jeruzsálemben, amiben egy palesztin életveszélyesen megsérült. Az összecsapások Ciszjordániában az elkövetkező napokban is folytatódtak.
Ennek egy váratlan utóhatásaként május 15-én több ezer libanoni, ciszjordániai, gázai övezetből származó vagy szíriai, többségében palesztin menekült indult meg Izraelnek a tűzszünetek által kijelölt határára. Mikor az Izraeli Védelmi Erők megpróbálták őket a határ túloldalán tartani, a bevetett éles lőszerek miatt 15 ember meghalt, több százan pedig megsebesültek. Több tucat izraeli szintén megsérült. Több mint száz szíriai tüntető áttörte a kerítést, és behatolt az Izrael által elfoglalt Golán-fennsíkra, és legalább egyikük Tel-Avivig jutott.
Egyiptomban és Jordániában a helyi hatóságok nagyrészt meg tudták akadályozni, hogy a szervezők olyan meneteket hozzanak össze, melyek elérik az adott ország Gázával vagy Izraellel közös határát. Az egyik, Kairóban, az Egyiptomi Nagykövetség előtt tartott demonstráción az Egyiptomi Hadsereg könnygázt és éles lövedéket is bevetett, hogy feloszlassa a tömeget, ami közben 53 ember megsebesült. Más eseményeken, Tel-Avivban egy izraeli embert megöltek, egy másik férfit pedig megölt, egy újabb embert pedig megsebesített egy arab teherautósofőr, aki állítólag elvesztette az autó fölötti ellenőrzését, de aki az izraeli rendőrség szerint akaratlagosan követte el a „terrorista akciót..
A palesztinok által a Facebookon megszervezett, a határhoz tartó demonstrációt az arab világban egyre inkább terjedő tüntetések és felkelések hívták életre. Az amerikai és az izraeli kormány szerint a tüntetéseket az irániak és a szíriaiak szervezték, hogy elvonják a figyelmet a náluk lévő belső feszültségekről.

## Előzmények
Az al-Nakba arabul „katasztrófát” jelent, a palesztinok pedig Palesztina elvesztésére használják, amikor Izrael 1948-as megalakulásakor az új állam lakói erőszakosan kitelepítették vagy elüldözték őket földjeikről. Több mint 700.000 palesztint üldöztek el vagy menekült el a lakhelyéről az 1948-as palesztin kivándorlás vagy az 1948-as palesztinai háború során. Ők és leszármazottaik ma menekültekként élnek Jordániában, (2 millió fő), Libanonban (427.057 fő), Ciszjordániában (788108 fő), a Gázai övezetben (1,1 millió fő), további negyedmillióan pedig Izraelben laknak, de szétszórtan.
A Nakba-napra minden évben megemlékeznek, általában május 15-én. Izrael arab származású állampolgárai ezt az ünnepet gyakran Izrael függetlenségének ünnepnapján, a héber naptár szerinti ijjár 5-én tartják meg, mely 2011-ben május 10-re esett. Azon a napon több ezer, belföldön szétszóródott palesztin tartotta meg a 14. „Visszatérés menetét” al-Damun és al-Ruways, két, a palesztin exódusz alatt elnéptelenedett falu között. Legalább 1000 ember vett részt a május 14-i első Nakbamegemlékezlésen Jaffában, hogy így tiltakozzanak az izraeli Knesszet által márciusban elfogadott Nakbatörvény ellen. A tiltakozást jaffai és lodi fiatalok szervezetei készítették elő. A Kneszet arab tagjai nem vettek részt a tüntetésen. A tüntetők palesztin- és arabbarát szlogeneket, Izrael ellenes frázisokat skandáltak, és blokkolták a forgalmat Jaffa főutcáján.
A nakba-napi eseményekre felkészülésképp az Izraeli Védelmi Erők 24 órára lezárták Ciszjordániát, és hadtesteket valamint határőrizeti csendőröket telepítettek a helyszínre. Izraelen belül a rendőrség felkészült az arabok tüntetésére és a lehetséges összetűzésekre, és biztonsági erőket telepítettek a többségében arabok lakta Wadi Ara régióba. Jeruzsálem sok arablakta kerületéből is nagy rendőri jelenlétről érkeztek hírek. A kiküldöttek között voltak a határőrség csendőrei és hétköznapi katonák közül is.
Az izraeli rendőröket felszerelték tömegoszlató eszközökkel és könnygázgránátokkal is, és elrendelték, hogy éles lőszert csak igazán kivételes helyzetben használjanak. Izrael politikai vezetése utasította az IDF-et, hogy ne vállaljanak nagy kockázatot, és különös elővigyázatossággal járjanak el. Elrendelték, hogy a katonák békés demonstrációba ne avatkozzanak közre, ha azok nem veszélyeztetnek katonákat, a telepeseket vagy infrastrukturális rendszert. Az IDF azt mondta, „nem akar temetést” a tüntetés alatt. Minden szektorba magas rangú vezetőket küldtek, hogy elemezzék a helyzetet, és segítsék a döntéshozatalt. Az izraeli parancsnokok monitorozták a palesztinok csevegéseit és jelenlétüket a közösségi médiákban, hogy ezen keresztül szűrjék le, milyen az általános utcai hangulat.

## Egyéb nakba-napi események

### Izrael és a palesztin területek
Május 13-án Jeruzsálem palesztin lakosai összecsaptak az izraeli biztonsági erőkkel, kövekkel és Molotov-koktélokkal dobálták meg őket. Milad Sayyid Ayyash tüntetőt Silwan kerületben lelőtték, amiért vagy az izraeli biztonsági erők vagy magánszolgálatok katonái tehetőek felelőssé. Az áldozat másnap kórházban halt meg. Nagyjából 30 tüntető, négy rendőrségi és csendőrségi vezető sebesült meg az összecsapásokban, és 70 palesztint letartóztattak.
Május 14-én Milad Sayyid Ayyash temetési menete áthaladt Silwan kerületen, ahol több résztvevő is köveket dobált több zsidó házára. Palesztinok ezen kívül több rendőrőrsöt is megdobáltak, valamint olyan sportautókat is támadás ért, melyeken Kelet-Jeruzsálemben a függetlenség napján az izraeli zászló lengett. A kövekkel öt rendőrt megsebesítettek, akik közül az egyiket kórházba kellett szállítani. A rendőrök 13 palesztint letartóztattak. Qalansawe vegyesen zsidók és arabok által lakott városában a helybéliek szintén köveket dobáltak a rendőrségre. Legalább 1000 zsidó és arab vett részt a jaffai megemlékezésen, ahol a város főutcáján Ajami kerületben egy parkig mentek, ahol az arab-izraeli DASM hiphopcsapat adott koncertet. A tüntetők palesztin zászlókat és jelzéseket lengettek, és palesztin nemzeti, arabbarát és Izrael ellenes jelszavakat zengtek. A rendőrök jelenléte nagyon alacsony szintű volt, és nem tartottak itt ellentüntetést. A rendőrség lezárta a tüntetés helyszínét a forgalom elől. A tüntetés előtt azonban történt egy kisebb összetűzés, mikor a tüntetők egy csoportja megérkezett Tel-Aviv sétálóutcájára, és palesztin zászlókat lengetve azt követelték az elhaladóktól, hogy köpködjék le és átkozzák el azt. A tüntetők erre elkezdtek gyalázkodni, majd visszatértek a buszhoz.

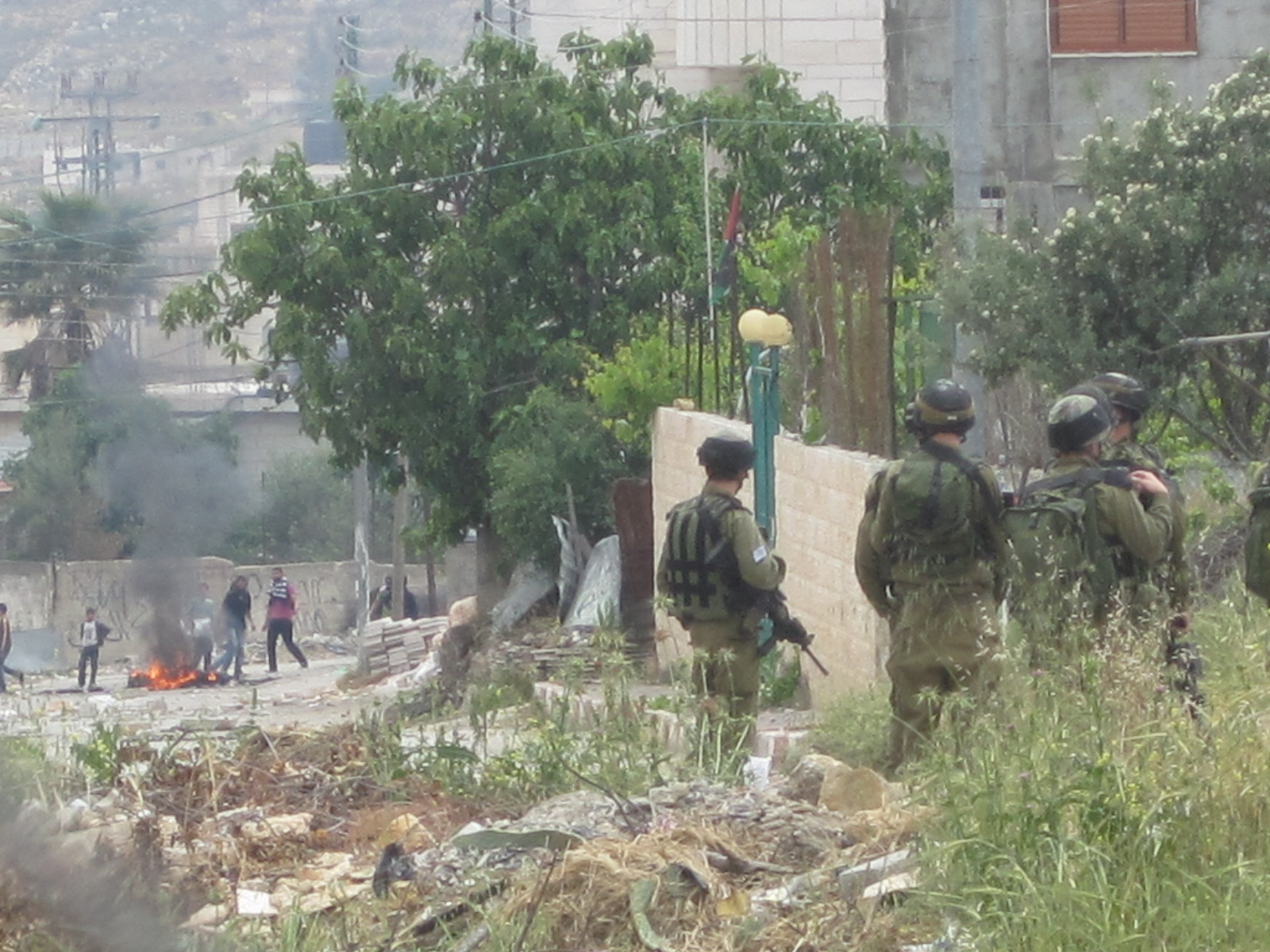
Izraeli katonák és palesztin tüntetők Al-Arroub táborában

Május 15-én több száz palesztin csapott össze az IDF és a rendőrség képviselőivel a Qalandiya ellenőrző pontnál és Jeruzsálem több területén. Négy rendőr könnyebben megsérült. Három Molotov-koktélt is dobtak a Hadassah kórház hátsó bejáratához a Scopus-hegynél. A biztonsági erők erre elkezdték feloszlatni a tömeget, és 36 embert letartóztattak. Az izraeli hatóságok lezárták Jeruzsálem Óvárosát, hogy megakadályozzák a nagyobb tüntetéseket. A muzulmán és keresztény kerületekben a nagyobb tüntetésekre felkészülve már korán bezárták a boltjaikat. Három palesztint letartóztattak az Óvárosban, miután megfélemlítéssel arra akarták rávenni a bolttulajdonosokat, hogy vegyenek részt a megmozduláson.
Délben 63 másodpercen keresztül sziréna szólt egész Ciszjordániában, hogy ezzel emlékezzenek meg a Nakba 63. Évfordulójáról. In Rámalláh Al-Manara terén a Palesztin Hatóság egy megemlékezést szervezett, ahol több százan megjelentek. Itt palesztin és fekete zászlókat lengettek, izraeli zászlókat égettek, és koncerteken vettek részt. Egy másik megmozdulásnál Jasszer Arafat volt palesztin elnök sírjánál a PLO menekültügyi vezetője tartott beszédet, és azt hangoztatta, hogy a palesztin vezetésnek nem kellene elfelednie a palesztinok visszatéréshez való jogának sürgetését. A közeli Birzeit Egyetem bejáratánál hallgatók gumikat égettek, és az atarai ellenőrző pontnál lévő katonákat kövekkel dobálták. Az izraeli katonák erre válaszul gumilövedékeket lőttek ki, melyek a Palesztin Vörös Félhold szerint mintegy 30 embert sebesítettek meg.
Hebron mintegy 100 lakosa 200 fekete léggömböt engedett a magasba, hogy a város központjában ezzel emlékezzenek meg a Nakbáról. Itt a Fatah szervezett egy demonstrációt. Az izraeli erők felszámolták a tüntetést. 10 tüntető megsérült, további 18 pedig a könnygáz miatt szenvedett. A tüntetések közben izraeli telepesek egy hebroni házra Molotov-koktélt dobtak, miközben a család 30 tagja és több európai megfigyelő is a házban volt. A közeli Al-Fawwar menekülttáborban izraeli erők csaptak össze palesztin tüntetőkkel, ahol hatan rosszul lettek a belélegzett könnygáztól. Palesztinok tüntettek még az izraeli településblokk, Gush Etzion közelében is. A Palesztin Nemzeti Hatóság biztonsági emberei több tüntetőt letartóztattak, miközben más tüntetők megtorlás nélkül elhagyhatták a helyszínt.
A nakba-napi események után a ciszjordániai palesztin szervezetek kétórás általános sztrájkot hirdettek, hogy megemlékezzenek a tüntetésen megöltekre.

### Tel-Avivi teherautós támadás
Tel-Avivban egy izraeli embert megöltek, további 17 pedig megsebesült, mikor egy izraeli arab teherautósofőr, Kafr Qasim lakója, Islam Issa 2 km hosszan a Bar-Lev út mentén egy főúti részen több autónak is nekiment. Issa előzetes letartóztatásba került, és vádat emeltek ellene.
Issát a Tel-Avivi Kerületi Bíróság előtt állították bíróság elé. A vád ellene egy rendbeli gyilkosság, hatrendbeli gyilkossági kísérlet, eltervezett merénylet és emberi életek veszélyeztetése volt. 2012. július 19-én a jelen lévő bírák egyhangú ítélete szerint bűnösnek találták. 2012. november 14-én megszületett ítélet szerint életfogytiglant kapott, és ezen felül 40 évet. Ezen kívül elrendelték, hogy a megölt férfi családjának fizessen 258.000 NIS, a többi áldozatnak pedig összességében 230.000 NIS fájdalomdíjat.

## Reakciók
- Izrael szerint a tüntetők „komoly” portyázást” hajtottak végre, mert szerinte „Szíria rendőrállam. A tüntetők nem véletlenszerűen érik el a határt, ahhoz a központi hatalom előzetes jóváhagyása kell.” Másik jelentésük szerint „a tüntetők iráni provokátorok voltak, akár a szíriai, akár a libanoni határon próbálkoztak, hogy megzavarják a nakba-napi megemlékezéseket.”[3] Izrael panasszal élt Szíria és Libanon ellen az ENSZ előtt, mivel szerinte a határán történt tüntetéseket a szíriai hatóságok szították.[30]
- Irán sürgette, hogy az ENSZ „tegyen komoly és szilárd lépéseket” „a cionista hatalom jelenlegi bűncselekményei és a régió országainak leölése ellen.” A békésen demonstráló tüntetők legyilkolása „újabb feketepont” „a cionista rezsim szégyenlistáján”, és ezzel tovább gyarapodott Izrael „hosszú bűnlistája.”[31]
- Libanon a „polgárok megölése miatt” panaszt nyújtott be az ENSZ BT-hez, mivel szerintük Izrael „ellenségesen cselekedett”, megsértette Libanon szuverenitását, az ENSZ több határozatát, az ENSZ BT-t pedig arra szólította fel, hogy gyakoroljon nyomást Izraelre, hogy az „abbahagyja a Libanon elleni ellenséges és provokatív magatartását”, és „vállalja a polgári lakosok meggyilkolásának felelősségét.”[32][33]
- Szíria elítélte Izraelt, tettét pedig „bűncselekménynek” minősítette. A szíriai Külügyminisztérium azt mondta, Izraelnek tetteiért „teljes felelősséget kell vállalnia”, a nemzetközi közösséget felszólította, hogy Izraelt tekintsék felelősnek, és szerinte a „nagy palesztin nyomor” annak a következménye, hogy Izrael „folyamatos figyelmen kívül hagyta” a nemzetközi szervezeteket, és „elrabolta a palesztinok saját földhöz való jogát.”[34] Szíria panasszal fordult az ENSZ BT-hez, melyben azt sürgették, hogy „vállaljanak felelősséget, és helyezzenek nyomást Izraelre, hogy Libanon irányába folytasson proaktív politikát.”[35]
- Az Egyesült Királyság mélyen elítélte a történteket, és minden felet önmérsékletre szólított fel, valamint sürgette, hogy védjék meg a polgárok életét. Ezt a Brit Külügyi Nemzetközösségi Minisztérium egyik nyilatkozatában lehetett olvasni. Ebben állt az, is hogy „ezek az események még nyilvánvalóbbá teszik, hogy nagy szükség van a térségben egy tartós és egységes, minden problémára megoldást nyújtó megoldásra, melyet csak tárgyalásokon keresztül lehet elérni.”[36]
- Az Amerikai Egyesült Államok sajnálatának adott hangot, de szerinte Izraelnek joga volt határainak megvédéséhez, az pedig szomszédjai felelőssége, hogy az ehhez hasonló cselekményeket elkerüljék. Mindenkit maximális önmérsékletre szólított fel. Az IUSA azzal is vádolta Szíriát, hogy önkényesen provokálta Izraelt, hogy ezzel vonja el a figyelmet a kormány erőszakoskodásáról, melyet a tüntetők ellen alkalmaz.[37]

## Külső hivatkozások
- "Nakba – Everything you need to know about Nakba Day